# 邦納-西里弗賽德
邦納-西里弗賽德（英語：Bonner-West Riverside）是位於美國蒙大拿州米蘇拉縣的普查規定居民點。

## 歷史
邦納的郵局自1888年營運至今。

## 人口
根據2020年美國人口普查的數據，邦納-西里弗賽德的面積為4.18平方千米，當中陸地面積為3.97平方千米，而水域面積為0.21平方千米。當地共有人口1690人，而人口密度為每平方千米404.31人。